# Radek Stawarz

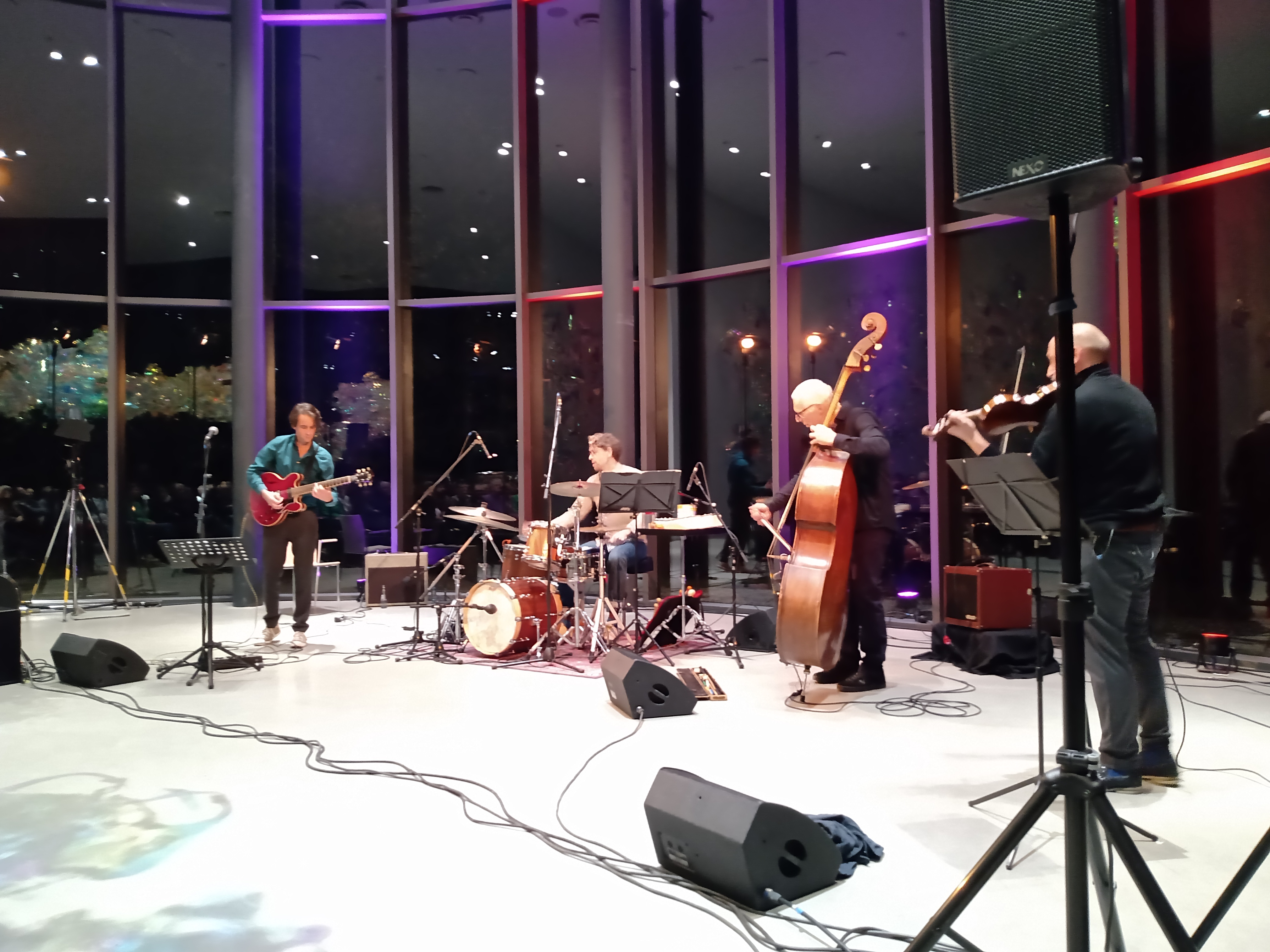
Radek Stawarz (rechts) mit The Kasper Collusion, 2024 in Wuppertal

Radek Stawarz (* 1973 in Myślenice bei Krakau) ist ein polnischer, in Köln lebender  Jazz- und Improvisationsmusiker (Violine und Viola).

## Leben und Wirken
Stawarz stammt aus Galizien und spielte neben seiner klassischen Geigenausbildung in Jazz- und Rockbands, polnischen Folklore- und tschechischen Sinti-und-Roma-Musikgruppen. Er studierte zunächst an der Schlesischen Universität für klassische Musik in Kattowitz und lebt seit Anfang der 2000er Jahre in Köln. Er studierte an der Musikhochschule Köln und  hatte Unterricht bei Michael Gustorff, Gorjan Kosuta, Bill Dobbins, John Taylor und Frank Gratkowski. Vertiefende Studien folgten u. a. bei Paulo Álvares im Bereich der Neuen Musik und freien Improvisation. 2003 gewann er mit dem Five Spotz Quintett den Hochschulwettbewerb in Maastricht, im selben Jahr mit Simon Rummels Fantasmonika den Kölner Wettbewerb Jazz Art 2003.
Stawarz arbeitet in der Kölner Improvisationsszene in verschiedenen Projekten im Bereich des Jazz und der Neuen Musik mit Orchestern, Big Bands, Kleinkunst sowie für Film- und Theater-Musik, u. a. mit Musikern der WDR Big Band Köln unter Leitung von Manfred Schoof sowie mit Nicolas Simion. Ab 2001 war Stawarz regelmäßiger Bestandteil der Begleitband von Franz Kasper, mit dem er auf mehreren Alben zu hören ist. Seit 2004 ist Stawarz Mitglied des James Choice Orchestra, mit dem er 2007 auf dem Moers festival auftrat. Stawarz war Violinist bei mehreren Produktionen und Galas des Zirkus Roncalli.
Seit 2005 arbeitet Stawarz als Bühnenmusiker im Schauspielhaus Köln; seit 2006 mit Andreas Molinos Band Charanga. 2008 bildete er ein Trio mit Philip Zoubek und Matthias Muche. 2010 arbeitete er mit der Electropunkband Von Spar; 2012 mit Matthias Muche ( Die Krzysztof Komeda Show). Mit Stevko Busch, Tom Arthurs und Ingrid Laubrock trat er im Quartett auf.
Daneben spielt er auch mit DJs in House/Techno-Discos und begleitete Nessi Tausendschön, Jan Delay und Albrecht Schrader. Seit 2017 ist er Mitglied des Rundfunk-Tanzorchester Ehrenfeld, bis Dezember 2019 in der Fernsehsendung Neo Magazin Royale, seit November 2020 im ZDF Magazin Royale. Zu hören ist er auch auf Simon Rummels Album Singinging (2023).

## Diskographische Hinweise
- James Choice Orchestra: Live at Moers (Moers Music, 2007)
- James Choice Orchestra: Live at the Music Triennale Köln (2008)
- Roman (2010), mit Rupert Gillett, Axel Lindner, Benedikt Hölker, Jakob Bowkun, Jutta Klement, Francis Norman
- Scott Fields & Multiple Joyce Orchestra: Moersbow / Ozzo (Clean Feed, 2011)
- Cologne Contemporary Jazz Orchestra: Plays Slayer (Phonector, 2012)
- Simon Rummel Ensemble: Im Meer (Umlaut Records 2017)
- Theresia Philipp: Pollon with Strings (Float 2020, mit David Helm, Thomas Sauerborn, Axel Lindner, Elisabeth Coudoux)[8]